# Val Müstair
Val Müstair é uma comuna no distrito de Inn no cantão de Grisões, na Suíça. Foi formada em 1 de janeiro de 2009, pela fusão de Tschierv, Fuldera, Lü, Valchava, Santa Maria Val Müstair e Müstair.

## Geografia
O Vale Müstair (italiano: Val Monastero; alemão: Münstertal) é um vale nos Alpes Suíços. Liga o Passo do Forno (altitude de 2.149 metros) com a província italiana do Alto Ádige e Val Venosta (altitude de 914 metros).
O Convento Beneditino de São João, em Müstair, é considerado um Patrimônio Mundial, e foi, provavelmente, fundado por Carlos Magno.

## Idiomas
A maioria da população na nova comuna fala romanche, com uma considerável minoria de língua alemã. A tabela a seguir mostra a distribuição dos idiomas nas antigas comunas e também da recém-formada Val Müstair:
| Idiomas em Val Müstair |       |               |               |               |               |               |               |
| Idiomas                | Vilas | Censo de 1980 | Censo de 1980 | Censo de 1990 | Censo de 1990 | Censo de 2000 | Censo de 2000 |
| Idiomas                | Vilas | Número        | Percentual    | Número        | Percentual    | Número        | Percentual    |
| Alemão                 |       |               |               |               |               |               |               |
| Fuldera                | 5     | 5.00 %        | 17            | 16.19 %       | 27            | 23.48 %       |               |
| Lü                     | 4     | 7.14 %        | 5             | 9.09 %        | 11            | 17.74 %       |               |
| Müstair                | 123   | 17.40 %       | 160           | 21.28 %       | 184           | 24.70 %       |               |
| Sta. Maria             | 78    | 20.31 %       | 106           | 28.73 %       | 83            | 25.38 %       |               |
| Tschierv               | 6     | 4.48 %        | 18            | 12.24 %       | 29            | 18.83 %       |               |
| Valchava               | 44    | 20.18 %       | 31            | 15.20 %       | 37            | 18.32 %       |               |
| Total                  | 260   | 16.26%        | 337           | 20.65%        | 371           | 23.12%        |               |
| Romanche               |       |               |               |               |               |               |               |
| Fuldera                | 95    | 95.00 %       | 87            | 82.86 %       | 86            | 74.78 %       |               |
| Lü                     | 51    | 91.07 %       | 50            | 90.91 %       | 51            | 82.26 %       |               |
| Müstair                | 574   | 81.19 %       | 578           | 76.86 %       | 543           | 72.89 %       |               |
| Sta. Maria             | 295   | 76.82 %       | 259           | 70.19 %       | 228           | 69.72 %       |               |
| Tschierv               | 128   | 95.52 %       | 125           | 85.03 %       | 119           | 80.27 %       |               |
| Valchava               | 168   | 77.06 %       | 167           | 81.86 %       | 163           | 80.69 %       |               |
| Total                  | 1,311 | 81.99%        | 1,266         | 77.57%        | 1,190         | 74.14%        |               |
| População              |       | 1,599         | 100%          | 1,632         | 100%          | 1,605         | 100%          |

## Patrimônios de importância nacional
O Convento Beneditino de São João, na vila de Müstair, é classificado património suíço e Património Mundial da UNESCO.

## Clima
A vila de Müstair tem uma média de 86,7 dias de chuva por ano e, em média, recebe 690 mm de precipitação. O mês mais úmido é agosto, durante o qual Müstair recebe uma média de 86 mm de precipitação. Durante este mês, há precipitação por uma média de 9,3 dias. O mês com mais dias chuvosos é maio, com uma média de 10, porém com apenas 80 mm de precipitação. O mês mais seco no ano é fevereiro, com uma média de 33 mm de precipitação, durante 9,3 dias.

## Turismo
Há um pequeno estacionamento na vila. Várias trilhas para caminhadas iniciam-se lá, sobre as montanhas ou pelos vales, no verão e inverno. No outono de 2009 - o Ano Internacional da Astronomia - o foi inaugurado um novo observatório público em Lü. O centro é equipado com telescópicos robóticos de última geração para observações e para astrofotografia. O equipamento também é usado em cursos introdutórios para astrônomos amadores. O observatório é localizado em uma colina, a uma elevação de 2.000m de altitude.

## Galeria

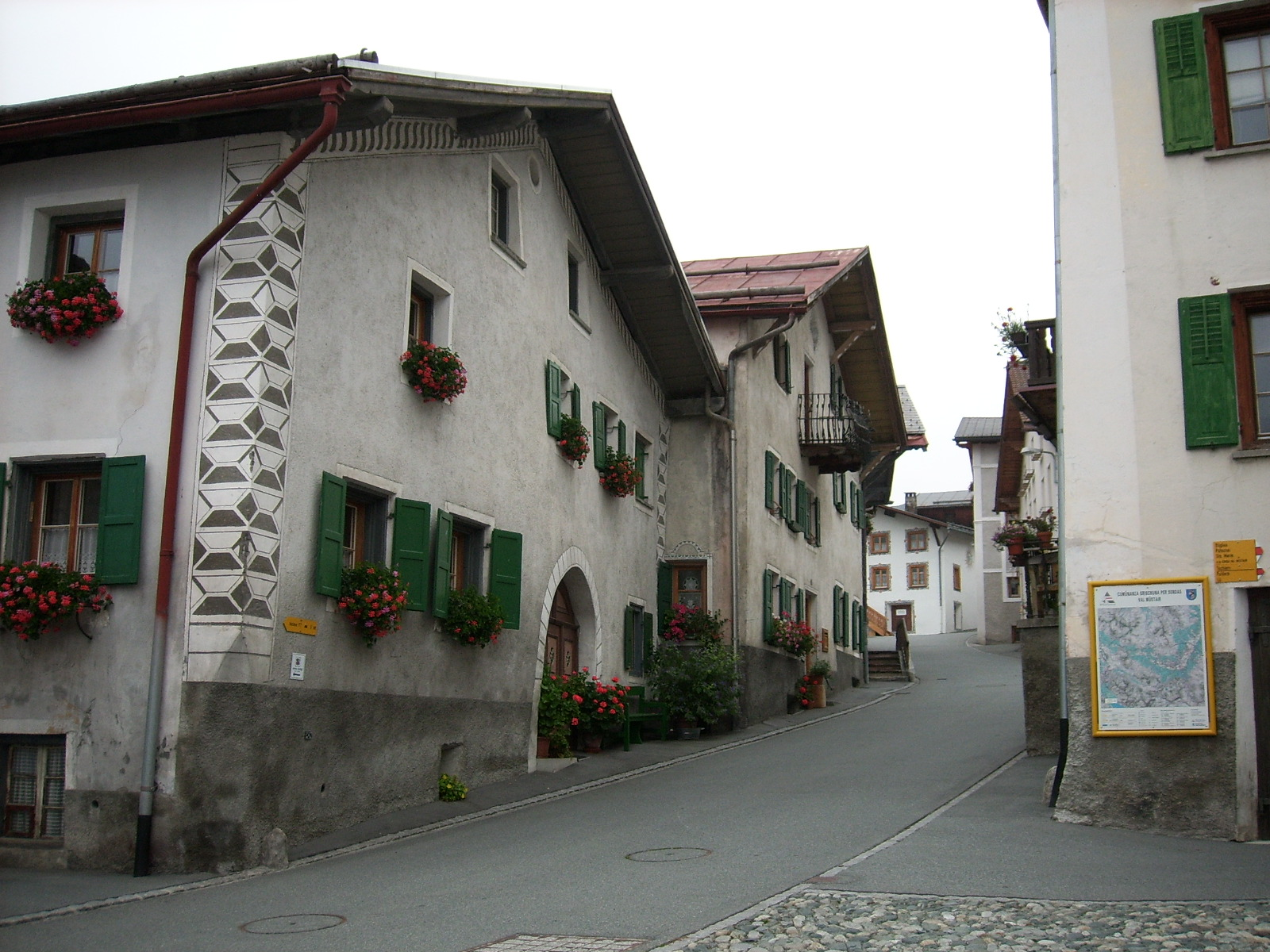
Valchava
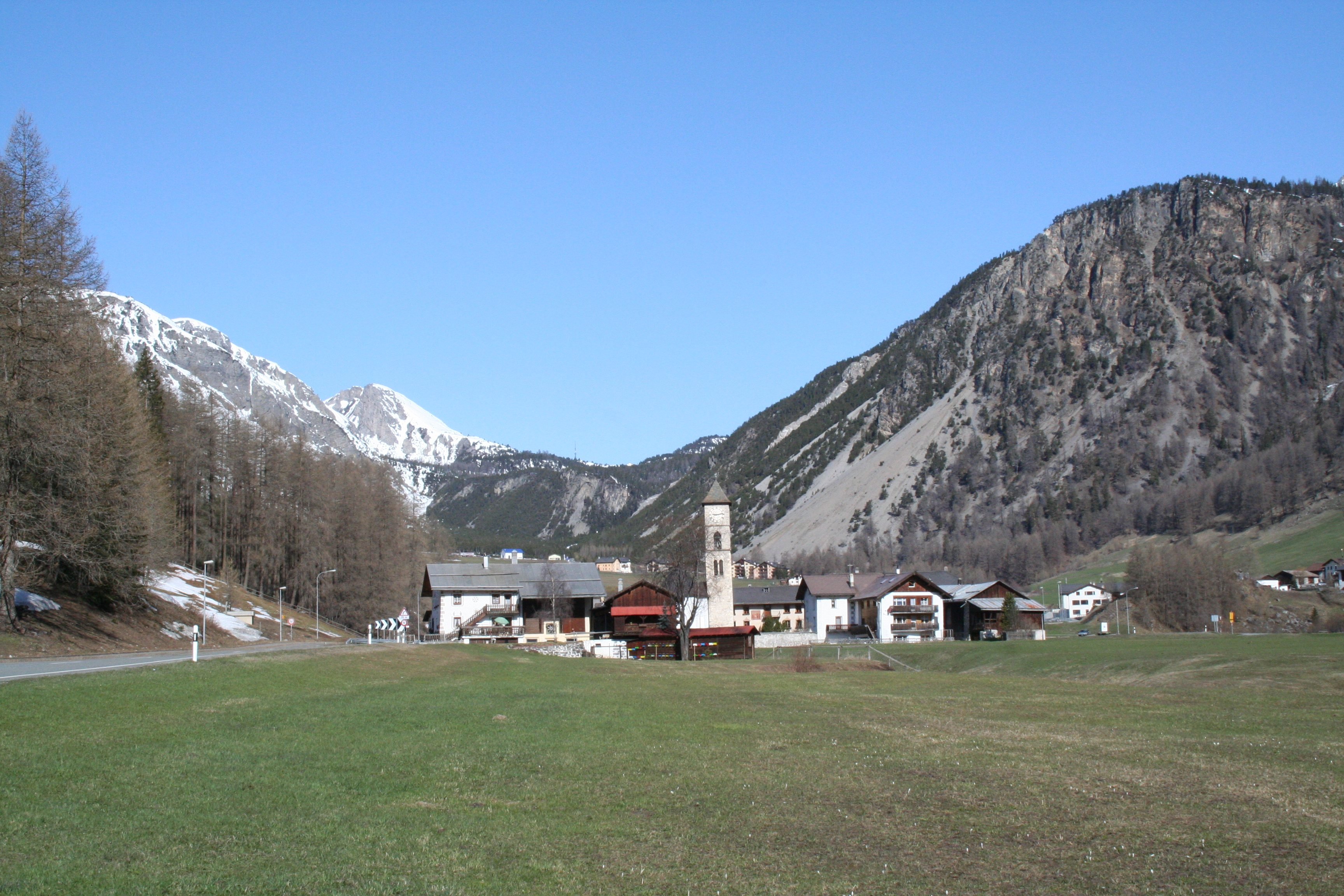
Tschierv
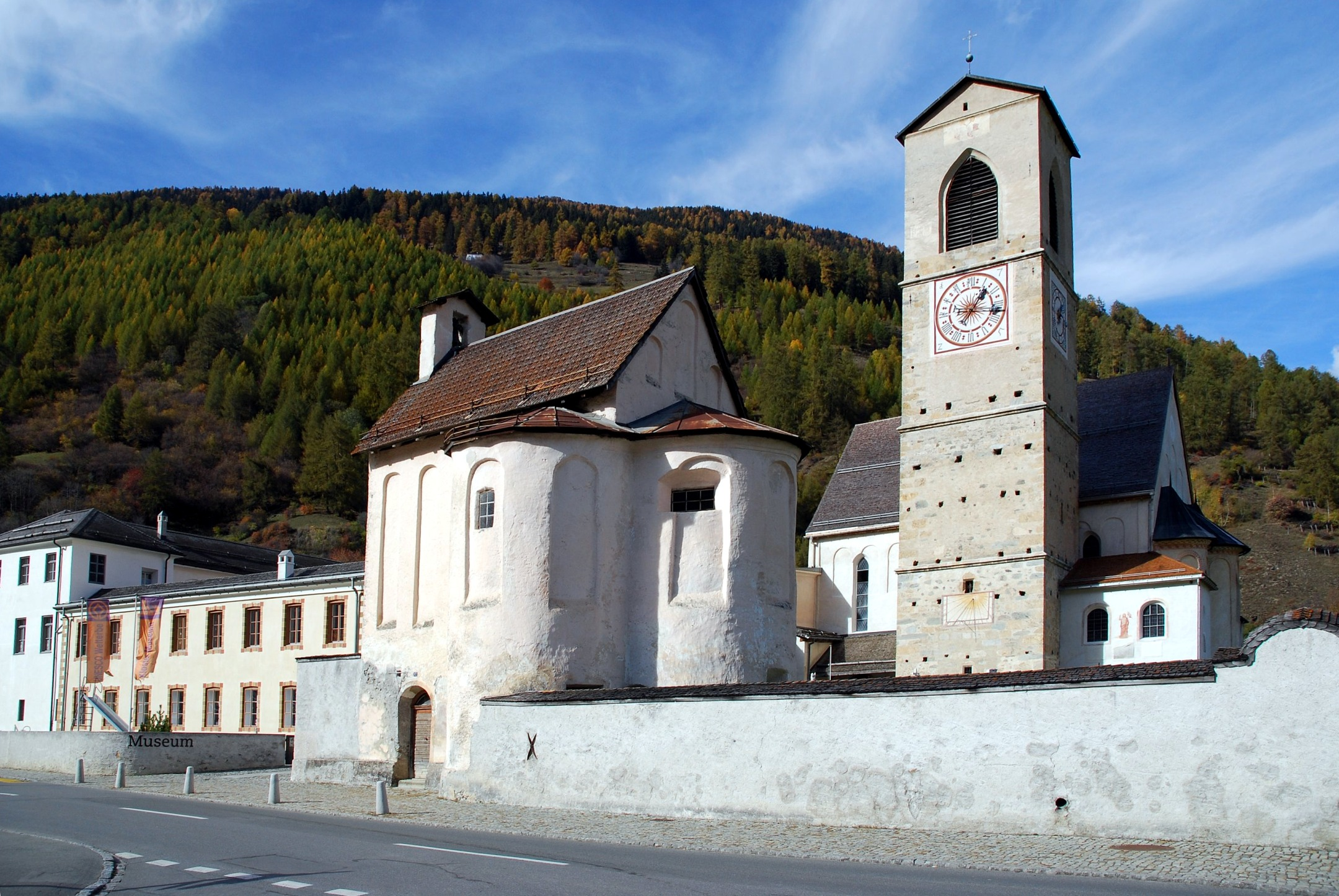
Convento Beneditino de São João
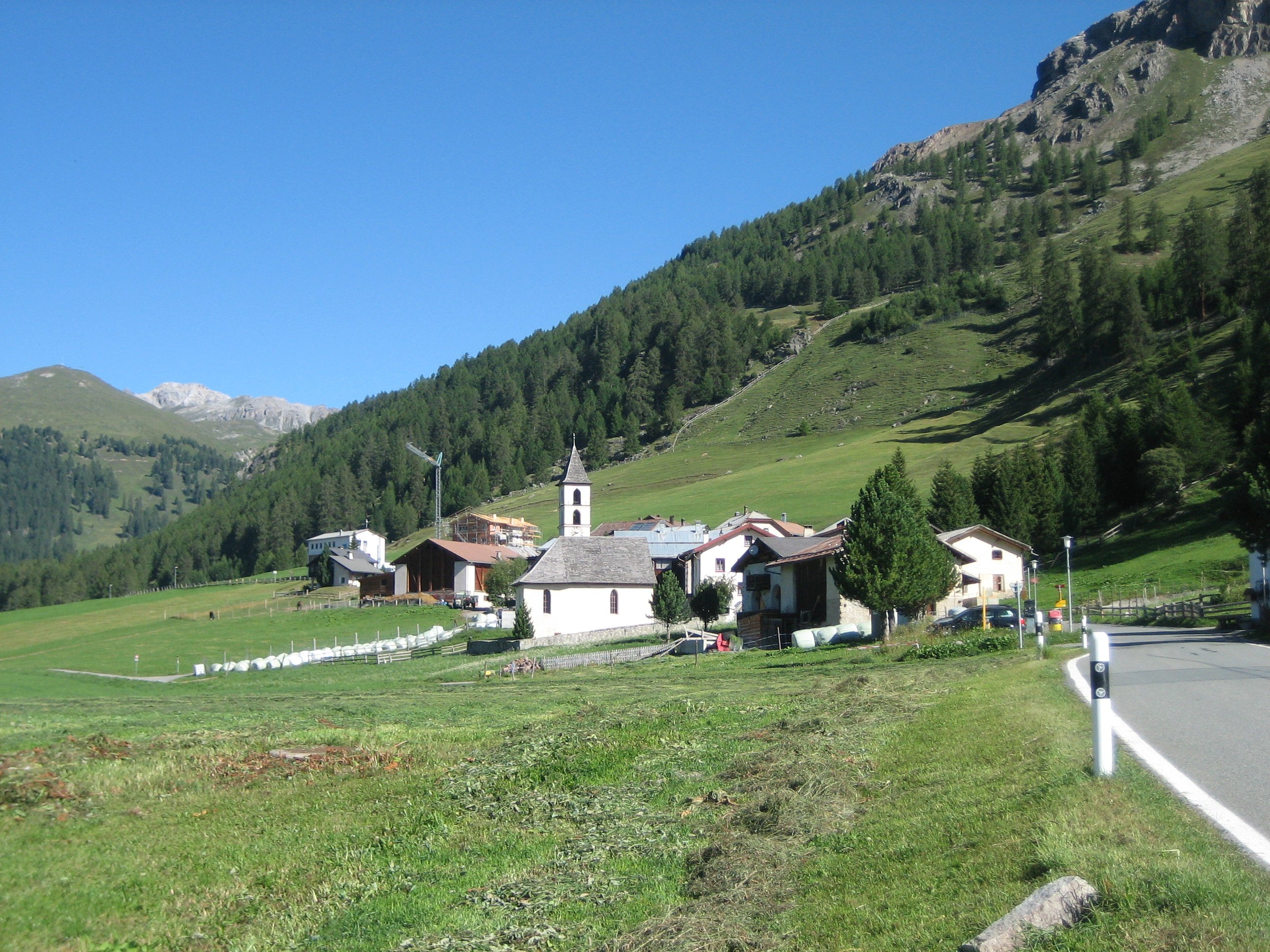
Lü
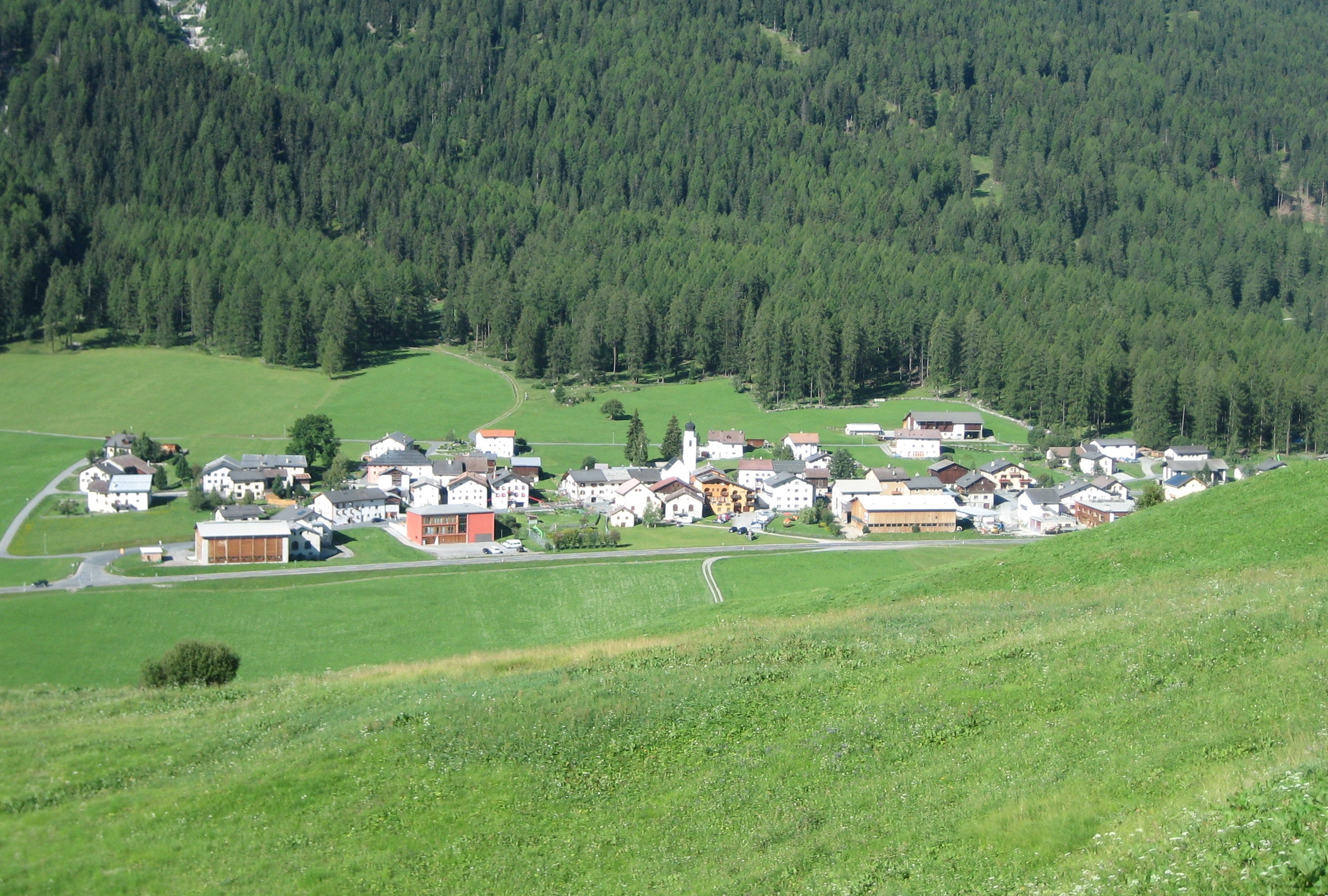
Fuldera